# 괴수 인디진
괴수 인디진은 가수 서태지가 설립한 회사인 서태지컴퍼니 산하의 록 음악 레이블이다. 언더그라운드에서 활동하는 실력있는 밴드를 발굴하여 오버그라운드 무대에 데뷔시키거나 음악적으로 아낌없는 지원을 한 바 있다.

## 소속 뮤지션

### 이전 소속 뮤지션
- 넬
- 피아
- 디아블로